# Jean-Michel Martial
Pour les articles homonymes, voir Martial.
Jean-Michel Martial né le 18 juillet 1952 à Tananarive, à Madagascar, et mort le 17 octobre 2019 dans le 15e arrondissement de Paris, est un acteur, metteur en scène et réalisateur français,.
Il est remarqué au Festival de Cannes en 1993 dans L'Homme sur les quais de Raoul Peck présenté en sélection officielle et est connu du grand public pour avoir incarné le commissaire Grégoire Lamarck dans la série Profilage (2009-2020). Il a également incarné Monsieur Honoré dans la pièce de Théâtre Edmond (2016) d'Alexis Michalik, rôle qu'il reprend en 2019 pour son adaptation au cinéma.
Actif dans le doublage, il a notamment assuré la voix française du Chef et de Satan dans la série d'animation South Park entre 1998 et 2018, du sorceleur Eskel dans le jeu vidéo The Witcher 3: Wild Hunt (2015) et a participé, entre autres, au doublage du film Pulp Fiction (1994), dans lequel il double le personnage Marsellus Wallace interprété par Ving Rhames.
À partir de septembre 2016 et jusqu'en juin 2019, il est président du Conseil représentatif des Français d'outre-mer.

## Biographie

### Enfance et famille
D'ascendance guadeloupéenne, Jean-Michel Martial est né le 18 juillet 1952 à Antananarivo à Madagascar. Il devient d'abord docteur en chirurgie dentaire à Paris et en Guyane, avant de fermer son cabinet de Cayenne en 1983 afin de se consacrer au théâtre.
Jean-Michel Martial est le frère aîné de l'acteur Jacques Martial, président du Mémorial ACTe.

### Carrière
En 1988, Jean-Michel Martial suit les cours de Sarah Sanders qui le dirige dans Mademoiselle Julie d'August Strindberg. Depuis, il a alterné les activités d’acteur, de metteur en scène et de réalisateur.
Jean-Michel Martial fonde la compagnie « L’Autre Souffle » en 1997. À travers elle, il produit, coproduit, ou met en scène des pièces de théâtre comme Liens de sang ou Martin Luther King Jr - La Force d'aimer.

### Activités associatives
De septembre 2016 à octobre 2019, il est président du Conseil représentatif des Français d'outre-mer.

### Mort
Jean-Michel Martial meurt le 17 octobre 2019 dans le 15e arrondissement de Paris à l'âge de 67 ans, des suites d'une longue maladie. Ses obsèques sont célébrées le 23 octobre à l'église Saint-Roch de Paris puis il est incinéré au crématorium du Père-Lachaise.

## Théâtre

### Comédien
- 1987 : à l'invitation de la Comédie-Française, il joue dans Le Marchand de Venise de William Shakespeare, mise en scène de Luca Ronconi, Théâtre national de l'Odéon
- 1989 : Oberon, opéra de Carl Maria von Weber, à la Scala de Milan
- 1992 : Le Balcon de Jean Genet, mise en scène de Luca Ronconi, Théâtre national de l'Odéon
- 1995 : Ange Noir, de Nelson Rodrigues, mise en scène Alain Ollivier, MC93/Bobigny
- 2000 : Ladies night d'Antony Mc Carten, Stephen Sinclair et Jacques Collard, mise en scène de Jean-Pierre Dravel et Olivier Macé, Théâtre Rive Gauche
- 2002 : Martin Luther King Jr - La force d'aimer, mise en scène Hammou Graïa, Lavoir Moderne Parisien
- 2004 : Miss Daisy et son chauffeur d'Alfred Uhry
- 2008 : Monk dans L'Esprit du jazz de Rosemonde Cathala au Festival Jazz in Marciac
- 2016 - 2018 : Edmond d'Alexis Michalik au théâtre du Palais Royal

### Metteur en scène
- 1991 : Le Jeu de l'oie de Nathalie Cannion, création
- 1998 : Liens de sang d'Athol Fugard, avec Dominik Bernard et Jacques Martial, Théâtre de la Tempête
- 1998 : Le Psychiatre noir de Lewis Nkosi
- 2008 : La Voyageuse de Josette Martial, d'après l'œuvre de Maryse Condé
- 2012 : La Loi de Tibi, d'après la pièce Mieux que nos pères de Jean Verdun

## Filmographie

### Acteur

#### Cinéma
- 1979 : Moonraker : apparition
- 1986 : Les Frères Pétard
- 1987 : Sale Destin de Sylvain Madigan
- 1989 : Un amour de trop : Blaise
- 1990 : Jean Galmot, aventurier de Alain Maline : Le Grand Iqui
- 1991 : L'affaire de Hauterive
- 1992 : Riens du tout de Cédric Klapisch : Hubert
- 1992 : Siméon de Euzhan Palcy : Max
- 1993 : L'Homme sur les quais (en)The man by the shore[8] de Raoul Peck : Janvier
- 1995 : Comment épouser un héritage ?
- 1995 : Le Crime de monsieur Stil
- 1996 : L'Échappée belle
- 1997 : Seule, court métrage d'Érick Zonca
- 1998 : Sucre Amer de Christian Lara : Joseph Ignace (rôle-titre)
- 1998 : Corps plongés
- 1998 : Divorce sans merci
- 1998 : Stringer de Klaus Biedermann : Slide
- 1999 : Belle Maman de Gabriel Aghion
- 2000 : Antilles sur Seine de Pascal Légitimus : Tibère
- 2001 : Un crime au Paradis de Jean Becker : Jacky Lévêque, l'infirmier
- 2003 : Méprise
- 2004 : 1802, l'épopée guadeloupéenne de Christian Lara : Joseph Ignace
- 2004 : Le Genre humain - 1re partie : Les Parisiens de Claude Lelouch : l'impresario
- 2009 : Une affaire d'État : Pierre Massembat
- 2009 : Chez Rose de Christophe Gros Dubois :
- 2009 : Trésor de Claude Berri et François Dupeyron : le vétérinaire
- 2017 : Les Ex de Maurice Barthélémy :  le père de Julie
- 2019 : Edmond d'Alexis Michalik : Monsieur Honoré

#### Télévision
- 1989 : Le Triplé gagnant (série télévisée) :
- 1990 : Le Vagabond des mers (série télévisée)[9] :
- 1997 : L'Homme de la loi de Claude-Michel Rome :
- 1998 : Les Cordier, juge et flic (série télévisée) (épisode 1, saison 8) : Lionel Touré
- 1999 : Vérité oblige de Claude-Michel Rome (épisode 2, saison 1 L'avocat du diable) : commissaire Mazzolini
- 2000 : Les Vacances de l'amour (série télévisée) (épisode 02, saison 4)
- 2000 : Le Grand Patron de Claude-Michel Rome (épisode 2, saison 1) : Victor Montana
- 2002 : Louis Page (série télévisée) (épisode 2, saison 4) : Larose
- 2002-2007 : Malone (série télévisée) (6 épisodes) : Payette
- 2002 : Une Ferrari pour deux de Charlotte Brändström : Patrick
- 2004 : Le Fantôme du lac (téléfilm) de Philippe Niang : le capitaine Lafleur
- 2006 : Tropiques amers (série télévisée) (5 épisodes) : Amédée
- 2006 : Plus belle la vie (série télévisée) (saison 3) : commandant Juzier
- 2009 : Louis Page (série télévisée) (épisode 1, saison 11) : capitaine de la gendarmerie
- 2009-2019 : Profilage (série télévisée) : commissaire Grégoire Lamarck
- 2011 : Braquo (série télévisée) (saison 2) : le président Luisiadas
- 2012 : Métal Hurlant Chronicles (série télévisée) (épisode 3, saison 1 Lumière rouge / Réalité glaçante) : un officier colon
- 2013 : Le Clan des Lanzac de Josée Dayan (saison 1) : Aristide
- 2013 : Platane d'Éric Judor et Denis Imbert (série télévisée) (saison 2 - 6 épisodes) : Julius
- 2013 : La smala s'en mêle de Thierry Petit (série télévisée) : Fernand (épisode 4, saison 1)
- 2015 : Camping Paradis : Patrice Bocandé (épisode 35 : Le Gendre idéal)
- 2015 : Rose et le soldat de Jean-Claude Barny
- 2015 : Elles... Les Filles du Plessis de Bénédicte Delmas : Aimé
- 2016 : Nina (saison 2, épisode 4)
- 2018-2019 : Plan cœur (série) : Philippe
- 2019 : Tropiques criminels de Stéphane Kappes (épisode 3) :  Grégory Perroa

## Doublage

### Cinéma

#### Films
| - Ving Rhames dans : - Pulp Fiction (1994) : Marsellus Wallace - Baby Boy (2001) : Melvin - Animal (2005) : Animal - Bill Duke dans : - Susan a un plan (1998) : Inspecteur Scott - L'Anglais (1999) : Agent de la DEA - National Security (2003) : Lieutenant Washington - Wendell Pierce dans: - Sleepers (1996) : Little Caesar - Je crois que j'aime ma femme (2007) : Sean - Delroy Lindo dans : - L'Œuvre de Dieu, la Part du Diable (1999) : M. Rose - The One (2001) : L'agent Harry Roedecker - Mykelti Williamson dans : - Les Rois du désert (1999) : Colonel Horn - August Rush (2007) : Révérend James - Reg E. Cathey dans : - American Psycho (2000) : Al - S.W.A.T. unité d'élite (2003) : Lieutenant Greg Velasquez - Bill Cobbs dans : - La Nuit au musée (2006) : Reginald - La Nuit au musée : Le Secret des Pharaons (2015) : Reginald - 1997 : Le Cinquième Élément : Le Président Lindberg (Tom Lister, Jr.) - 1997 : The Full Monty : Horse (Paul Barber) - 1998 : Mon ami Joe : Kweli (Robert Wisdom) - 1999 : L'Ombre d'un soupçon : George Beaufort (Dennis Haysbert) | - 1999 : Human Traffic : Pablo Hassan (Carl Cox) - 2000 : Family Man : Frank (Daniel Whitner) - 2001 : Ali : Chauncey Eskridge (Joe Morton) - 2001 : Perpète : Patte Folle (Bernie Mac) - 2002 : Plus jamais : l'instructeur de Krav Maga (Bruce Young) - 2003 : Gothika : Dr. Douglas Grey (Charles S. Dutton) - 2003 : Espion mais pas trop ! : Agent Will Hutchins (A. Russell Andrews) - 2004 : Les Désastreuses Aventures des orphelins Baudelaire : Le commissaire (Cedric the Entertainer) - 2004 : Dodgeball ! Même pas mal ! : Me'Shell Jones (Jamal Duff) - 2004 : Soul Plane : le videur (Terry Crews) - 2005 : Le Transporteur 2 : Stappleton (Keith David) - 2005 : Two for the Money : Leon (William S. Taylor) - 2006 : Blood Diamond : Capitaine Poison (David Harewood) - 2006 : Bobby : Edward Robinson (Laurence Fishburne) - 2007 : Pirates des Caraïbes : Jusqu'au bout du monde : le Capitaine Jocard (Hakeem Kae-Kazim) - 2007 : La Dernière Légion : Batiatus (Nonso Anozie) - 2007 : My Blueberry Nights : Travis (Frankie Faison) - 2009 : Dans la brume électrique : Batist (Walter Breaux) - 2011 : Le Chaperon rouge : Capitaine (Adrian Holmes) - 2012 : Les Saphirs : Selwyn (Gregory J. Fryer) - 2016 : Paterson : Doc (Barry Shabaka Henley) - 2017 : Ça : Leroy Hanlon (Steven Williams) - 2018 : Black Panther : un membre des Dora Milaje (Isaac de Bankolé) |

#### Films d'animation
- 1999 : South Park, le film : Chef et Satan
- 2010 : Moi, moche et méchant : M. Perkins

### Télévision

#### Téléfilms
- 1999 : Témoins sous contrôle : Steven Beck (Forest Whitaker)
- 2002 : L'enfant du passé : John Morgan (Ving Rhames)
- 2008 : 24 heures chrono : Redemption : Ike Dubaku (Hakeem Kae-Kazim)
- 2013 : Muhammad Ali's Greatest Fight : Petrus (Allie Woods, Jr.)

#### Séries télévisées
- Richard Roundtree dans :
  - Desperate Housewives (2004-2005) : Jerry Shaw
  - The Closer : L.A. enquêtes prioritaires (2005) : Colonel D.B. Walter
  - Heroes (2006) : Charles Deveaux
  - Star (2018) : Charles Floyd

- Robert Wisdom dans :
  - Dharma et Greg (1998) : Prospero (saison 2, épisode 2)
  - Chicago Police Department (2014-2015) : le commandant Ron Perry (9 épisodes)

- Ernie Hudson dans : 
  - Heroes (2009) : le capitaine Lubbock
  - Scorpion (2014) : Brooks

- Lester Speight dans :
  - Ma famille d'abord : Calvin Scott
  - Bones : Magnum

- Ron Cephas Jones dans :
  - Mr. Robot (2015-2016) : Leslie Romero
  - Truth Be Told : Le Poison de la vérité (2019) : Leander « Shreve » Scoville

- 1999 : Stargate SG-1 : Fred (Alvin Sanders) (saison 2, épisode 17)
- 2002 : Preuve à l'appui : Kirk Holden (Reginald VelJohnson)
- 2002 : Les Experts : Miami : Sergent Marcus Cawdrey (Tony Todd)
- 2002-2003 : Washington Police : Troy Hatcher (Ving Rhames)
- 2002-2005 : Mes plus belles années : Henry Walker (Jonathan Adams)
- 2003 : Las Vegas : Gavin Brunson (James McDaniel)
- 2003 : New York, police judiciaire : le procureur Carl Halpert (Gregory Hines) (saison 13, épisode 16)
- 2003-2005 : Roman Noir : Ian Philby (Clarence Williams III)
- 2005-2006 : Stargate SG-1 : Tolok (Isaac Hayes)
- 2005 : The L Word : Dr. Benjamin Bradshaw (Charles S. Dutton)
- 2005 : Larry et son nombril : Omar Jones (Mekhi Phifer)
- 2007 : Les As du braquage : Rockefeller Butts (Kevin Michael Richardson)
- 2008 : Les Experts : Garagiste (William Stanford Davis)
- 2008-2010 : En analyse : Alex Senior (Glynn Turman)
- 2009 : Robin des Bois : Frère Tuck (David Harewood)
- 2010-2013 : Treme : Larry Williams (Lance E. Nichols)
- 2017 : Star Trek: Discovery : T'Kuvma, un chef Klingon (Chris Obi)

#### Séries d'animation
- 1998-2018 : South Park : Jerome McElroy Jr., dit Chef et Satan (saisons 1 à 21)
- 2003 : Star Wars: Clone Wars : Saesee Tiin
- 2011-2013 : Star Wars: The Clone Wars : Saesee Tiin

### Jeux vidéo
- 2015 : The Witcher 3: Wild Hunt : Eskel, un sorceleur de l'école du loup
- 2016 : Dishonored 2 : Euhorn Kaldwin et l'officier de propagande
- 2017 : Dishonored : La Mort de l'Outsider : des gardes d'élite et des vétérans

### Réalisation
- 1994 : La Boutique : documentaire sélectionné à la semaine contre la toxicomanie à La Villette
- 1994 : Même les murs en parlent : documentaire de 11 min sur la banlieue
- 2004 : L-G Damas le nègre fondamental : documentaire de 52 min sur le poète guyanais Léon-Gontran Damas
- 2005 : Paroles de Damas : 52 min sur le poète guyanais Léon-Gontran Damas

## Distinctions
- 1999 : Prix spécial du public au Festival international de Cotonou au Bénin et Prix de la mise en scène TV5 Europe pour  Le Psychiatre noir de Lewis Nkosi
- 2004 : nommé au Molière du comédien dans un second rôle pour Miss Daisy et son chauffeur